# MobyGames
MobyGames è un sito web in lingua inglese nato per catalogare i videogiochi passati e presenti, fondato il 1º maggio 1999 da Jim Leonard, Brian Hirt, e David Berk. Il sito si appoggia a un ampio database sui videogiochi. Secondo le FAQ del sito lo scopo di MobyGames è «Catalogare in modo meticoloso tutte le informazioni rilevanti sui giochi elettronici (computer, console e arcade) suddivise per singoli videogiochi e fornire informazioni su gruppi di gioco tramite richieste (query) flessibili. In parole povere è un grande archivio di informazioni sui videogiochi».
Ad agosto 2014 il sito contiene le schede di più di 86 000 videogiochi, suddivisi in 150 differenti piattaforme (tra console, sistemi portatili, home computer, cellulari e palmari), circa 620 000 screenshot e 253 000 fotografie di confezioni. Il sito cataloga anche sviluppatori e produttori.
Il materiale viene sottoposto da volontari; chiunque può contribuire al sito dopo essersi registrato come utente. I contributi però, prima di essere pubblicati, sono sottoposti ad approvazione da parte di altri utenti con diritti di approvatori, per evitare usi impropri.
Nel 2006 MobyGames è stato nominato per il Webby Award come miglior sito sui videogiochi, ma senza vincerlo.
Nel 2023 Moby Games viene comprato ed acquisito legalmente da Atari.